# Hoplopheonoides shoemakeri
Hoplopheonoides shoemakeri is een vlokreeftensoort uit de familie van de Cyproideidae. De wetenschappelijke naam van de soort is voor het eerst geldig gepubliceerd in 2000 door Ortiz, Lalana & Sanchez-Diaz.